# Getuk

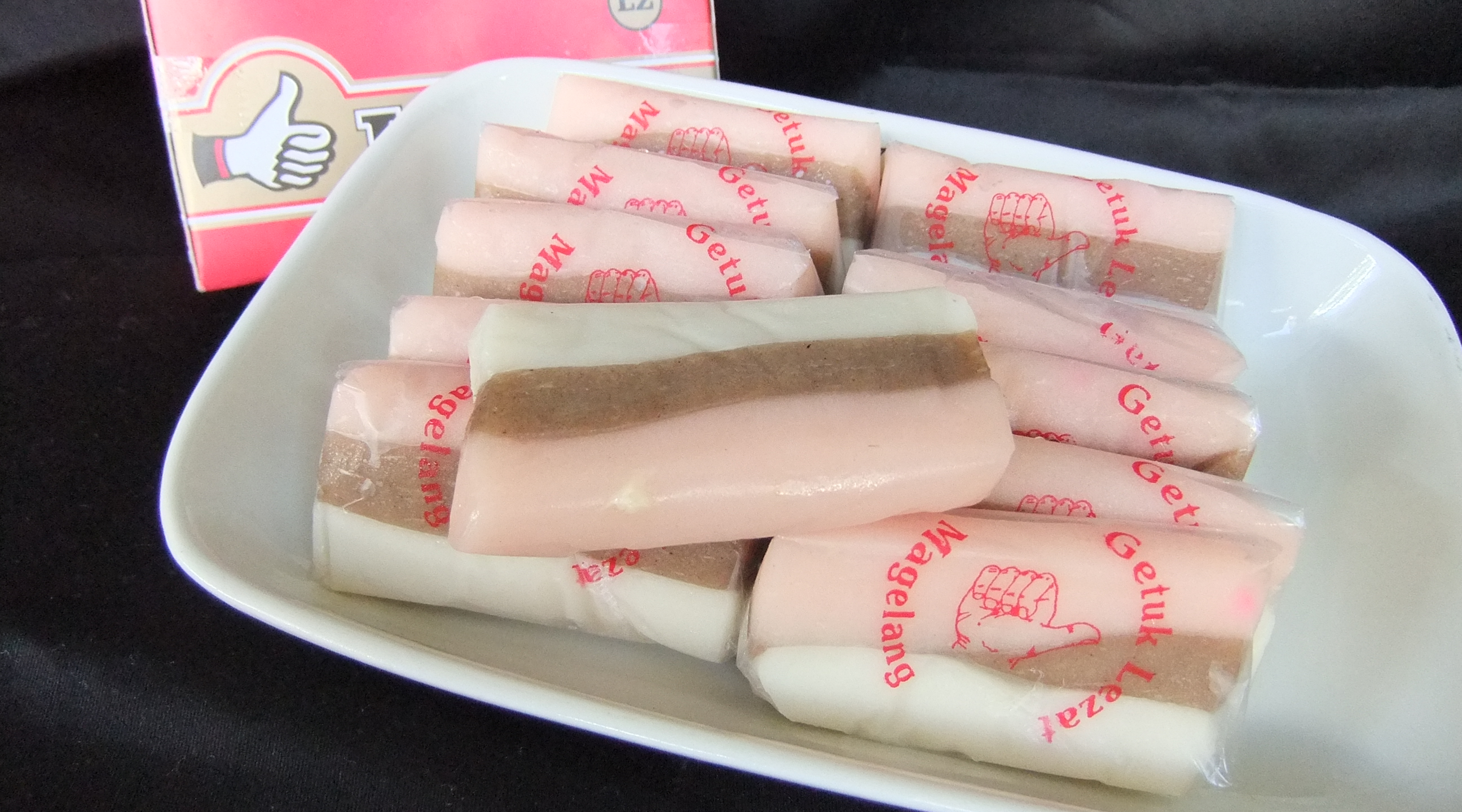
Getuk.

El getuk es un aperitivo indonesio simple hecho de yuca, que se encuentra fácilmente en el centro y el este de Java. Se prepara pelando, cociendo y machacando la yuca, que luego se mezcla con coco rallado, azúcar y un poco de sal. El azúcar puede sustituirse por azúcar de palma para darle un color dorado y un sabor distintivo.
- Datos: Q5262528
- Multimedia: Getuk / Q5262528